# Kielce
Kielce est une ville de Pologne, chef-lieu de la voïvodie de Sainte-Croix. Kielce est un important centre économique et politique. Sa population compte 205 655 habitants (2008).
La ville est le chef-lieu du powiat de Kielce, sans se trouver sur son territoire car elle constitue une ville-powiat distincte.

## Situation
Kielce se situe dans le Sud de la Pologne, au milieu des Monts Sainte-Croix. Elle est traversée par une petite rivière, la Silnica. Ancien centre important pour l'exploitation de la pierre, Kielce est de nos jours un centre de commerce et de culture.

## Histoire
Depuis le Ve siècle av. J.-C. jusqu'au VIe siècle la zone de Kielce est habitée par des Celtes. Chassant dans les immenses forêts voisines, les Celtes aménagent la majeure partie de la région, maintenant connue sous le nom de Petite-Pologne (Małopolska) avant d'être chassés par la tribu slave des Vislanes. Les territoires des Vislanes sont d'abord sous contrôle de la Bohême, avant de passer sous celui de la dynastie des Piast pour devenir une région de la Pologne actuelle. Selon une légende locale, Mieszko II Lambert, fils de Boleslas II de Pologne, est attaqué dans la forêt par une bande des brigands. Il est sauvé par une vision de saint Adalbert, qui lui donne à boire l'eau d'une rivière qui le rend plus puissant. À terre, Mieszko remarque des défenses d'un sanglier. Le village reçoit le nom de Kiełce (ancien terme polonais pour les défenses de sanglier). Sur le lieu de la vision, une église en bois est érigée. La rivière magique reçoit le nom de « Silnica » (en polonais, « siła » signifie force).
En réalité la zone des Monts Sainte-Croix, jusqu'au XIe siècle n'est pas très peuplée. Les premiers chasseurs établissent des campements permanents aux pieds des montagnes. Ils ont besoin d'un lieu pour le commerce des fourrures, de la viande, et d'autres produits de nécessités. Ainsi nait le marché de Kielce. Au XIIe siècle selon le nouveau règlement, Kielce devient propriété des évêques de Cracovie qui y établissent une église en bois et un manoir. En 1171 une église de pierre est érigée par l'évêque Gedeon Gryf. À ce moment-là Vincent Kadlubek fonde une école paroissiale à Kielce. En 1295 la ville se voit attribuer les droits de ville. Au XIIIe siècle, Kielce est détruite par une invasion mongole conduite par Ögedei Khan, mais est rapidement reconstruite.
La zone autour de Kielce est riche en minéraux tels que le cuivre et le fer et en pierre à chaux. Au XVe siècle Kielce devient un important centre de métallurgie. Il y a également plusieurs fabriques de verre et des armureries. En 1527 l'évêque Piotr Tomicki fait construire un clocher pour l'église et entre 1637 et 1642 un palais Renaissance est érigé près du marché. Il est l'un des très rares exemples d'architecture française de la Renaissance en Pologne et le seul exemple de manoir construit par un magnat depuis la dynastie des Waza.
Pendant la Première guerre du Nord, période de l'invasion suédoise (1648-1667), aussi appelée le Déluge (Potop) la ville est incendiée par les Suédois. Seuls le palais et l'église y échappent. Mais grâce à l'initiative de l'évêque Andrzej Załuski, la ville est reconstruite. En 1761, Kielce compte 4 000 habitants. En 1789, Kielce est intégrée au royaume et les bourgeois se voient accorder le droit d'élire leurs propres représentants à la Diète. Jusqu'à la fin du XVIIIe siècle l'économie de la ville connait une période d'évolution rapide. Une brasserie est fondée, ainsi que plusieurs briqueteries, un haras, un hôpital, des écoles et une université religieuse.
Du fait du troisième partage de la Pologne, la ville est annexée par l'Autriche. Pendant la guerre de 1809 elle est conquise par le prince Józef Poniatowski et intégrée au duché de Varsovie. Mais après la chute de Napoléon Bonaparte en 1815, elle est intégrée à l'Empire russe. Grâce aux efforts de Stanisław Staszic, Kielce devient le centre de la nouvelle zone industrielle Vieille-Pologne (Staropolski Okręg Przemysłowy). La ville se développe rapidement. De nouvelles mines, carrières et des usines sont construites. En 1816, une Université technique est fondée à Kielce. Cependant, après la mort de Staszic, la zone industrielle diminue et en 1826, l'école est déplacée à Varsovie pour devenir l'Université de technologie de Varsovie.
En 1830, les habitants de Kielce participent à l'Insurrection de novembre contre la Russie. En 1844, le prêtre Piotr Ściegienny imagine un soulèvement local pour libérer Kielce de l'Empire russe, il sera déporté en Sibérie. En 1863, Kielce participe à l'Insurrection de janvier. En représailles, les autorités tsaristes ferment toutes les écoles polonaises et transforment Kielce en ville de garnison. La langue polonaise est interdite. En 1867 Kielce devient la capitale du nouveau gouvernement de Kielce, composé de sept ouiezds.
Après la Première Guerre mondiale, Kielce est la première ville libérée de l'occupant russe par les légions polonaises de Józef Piłsudski. Après 123 ans de partages, la Pologne regagne son indépendance, Kielce devient capitale de Voïvodie. Les plans de renforcement de l'industrie lourde font de Kielce le nœud principal de la zone industrielle centrale. La ville loge plusieurs grandes usines, parmi elles l'usine de munitions Granat et l'usine Społem de transformation de produits alimentaires.
Pendant la Seconde Guerre mondiale, les habitants de Kielce et de sa banlieue sont incorporés dans la Westerplatte (1939) ainsi que dans la brigade blindée du général Stanislaw Maczek. La ville est un centre important de la Résistance polonaise. Il y a plusieurs groupes de résistance actifs dans la ville. D'ailleurs, les collines et les forêts de Monts Sainte-Croix deviennent le théâtre d'activités partisanes. La petite ville de Pińczów, à 30 kilomètres de Kielce est aussi la capitale de la « République de Pińczów », territoire libéré et administré par les partisans. Le 23 mai 1943, 45 enfants juifs âgés de 15 mois à 15 ans, survivants du ghetto de la ville, sont exécutés par les nazis dans le cimetière de la ville. La résistance inflige des lourdes pertes aux Allemands et participera plus tard à la libération finale en janvier 1945. Mais des milliers d'habitants de Kielce, dont la quasi-totalité de la communauté juive, ont perdu la vie.
En juillet 1946, des survivants de l'Holocauste revenant à Kielce — quarante juifs et deux chrétiens — furent massacrés (pogrom de Kielce) sans que la police ou les services de sécurité intérieure n'intervinssent. À ce jour, il existe plusieurs théories à ce sujet et la vérité de ce qui s'est réellement passé n'a toujours pas été établie. Ces événements constituent une des plus sombres pages de l'histoire de la ville.

Panorama de Kielce.

## Climat
| Mois                                             | jan.       | fév.      | mars       | avril     | mai       | juin      | jui.      | août      | sep.      | oct.      | nov.     | déc.       | année      |
| ------------------------------------------------ | ---------- | --------- | ---------- | --------- | --------- | --------- | --------- | --------- | --------- | --------- | -------- | ---------- | ---------- |
| Température minimale moyenne (°C)                | −5,1       | −4,4      | −1,7       | 2,7       | 7,4       | 11        | 12,9      | 12,3      | 8,2       | 4         | 0,3      | −3,6       | 3,7        |
| Température moyenne (°C)                         | −2,2       | −1,1      | 2,5        | 8,4       | 13,4      | 16,9      | 18,7      | 18,2      | 13,2      | 8,1       | 3,3      | −0,9       | 8,2        |
| Température maximale moyenne (°C)                | 0,8        | 2,6       | 7,4        | 14,4      | 19,4      | 22,7      | 24,9      | 24,6      | 19        | 13,1      | 6,6      | 1,9        | 13,1       |
| Record de froid (°C) date du record              | −33,9 1987 | −31 1956  | −27,5 1963 | −9,4 1952 | −4,6 1965 | −1,3 1977 | 2,9 1978  | 0,3 1984  | −4,5 1970 | −8,7 2003 | −18 1989 | −26,9 1996 | −33,9 1987 |
| Record de chaleur (°C) date du record            | 13,4 1993  | 18,4 1990 | 23,7 1974  | 29,7 2012 | 33,4 1958 | 34,6 2019 | 36,6 2019 | 36,4 2013 | 35 2015   | 26,3 1966 | 20 2018  | 16,5 1961  | 36,6 2019  |
| Ensoleillement (h)                               | 55,8       | 71,3      | 126,2      | 181,4     | 228,2     | 232,4     | 241,3     | 238,9     | 162,2     | 112,8     | 56,1     | 45,2       | 1 751,8    |
| Précipitations (mm)                              | 37,3       | 34        | 40,2       | 39,5      | 70,1      | 70,2      | 94,3      | 67,6      | 55,1      | 45,2      | 40,2     | 37,4       | 631        |
| dont neige (cm)                                  | 179,8      | 178,7     | 80,9       | 5,4       | 0         | 0         | 0         | 0         | 0         | 2,3       | 23,1     | 73         | 561,3      |
| Nombre de jours avec précipitations              | 9,3        | 8,5       | 9,4        | 7,5       | 9,8       | 9,4       | 11,1      | 8,7       | 8,2       | 8,2       | 8,1      | 9          | 107,2      |
| dont nombre de jours avec précipitations ≥ 10 mm | 0,4        | 0,3       | 0,5        | 0,9       | 2,2       | 2,1       | 3         | 2,3       | 1,5       | 1,2       | 0,7      | 0,6        | 15,7       |
| Humidité relative (%)                            | 87,4       | 84,4      | 78,4       | 71,6      | 73,2      | 73,7      | 74,2      | 74,8      | 80,7      | 84,9      | 89,2     | 89,4       | 80,2       |
| Nombre de jours avec neige                       | 17,8       | 16,2      | 7          | 1,1       | 0         | 0         | 0         | 0         | 0         | 0,4       | 4,6      | 11,3       | 60,2       |

| Diagramme climatique                                  |           |             |             |             |            |              |              |           |           |            |             |
| J                                                     | F         | M           | A           | M           | J          | J            | A            | S         | O         | N          | D           |
| 0,8−5,137,3                                           | 2,6−4,434 | 7,4−1,740,2 | 14,42,739,5 | 19,47,470,1 | 22,71170,2 | 24,912,994,3 | 24,612,367,6 | 198,255,1 | 13,1445,2 | 6,60,340,2 | 1,9−3,637,4 |
| Moyennes : • Temp. maxi et mini °C • Précipitation mm |           |             |             |             |            |              |              |           |           |            |             |

## Tourisme
Kielce est une ville vieille de mille ans, offrant beaucoup au visiteur. La ville de Kielce obtient officiellement ce statut en 1364. Pendant des siècles fief des évêques de Cracovie, la ville garde de nombreuses traces de leur règne, parmi elles, le Palais des évêques du XVIIe siècle. — un magnifique exemple d'art et d'architecture de la période baroque, soit en Pologne le règne de la dynastie des Waza. Le bâtiment recèle fréquentes références au chiffre trois — une réaction visible à la Réforme et aux vues anti-trinitaires de l'époque. Le vestibule d'apparat contenant les portraits des évêques de Cracovie ne manque pas d'impressionner. À l'époque des invasions suédoises, le Palais devint la résidence du roi de Suède, pour devenir au XIXe siècle le siège du gouverneur général de l'empereur de Russie et pendant la Seconde Guerre mondiale, celle du représentant d'Adolf Hitler. À présent, c'est un Musée national. Dans ses pièces magnifiques, on admire une galerie de peinture polonaise, composée d'œuvres de Wyspianski, Malczewski, Chełmoński, Michałowski ou encore de Kossak - tous des maîtres dont la réputation d'excellence ne cesse d'augmenter depuis le XIXe siècle.
Kielce possède tout une gamme d'attractions dont plus de dix églises et le musée Stefan Żeromski.
La terre de Kielce est une région au passé exceptionnellement riche qui fascine par la beauté de ses paysages. Parmi les attractions naturelles qui attirent le plus de touristes, il y a avant tout la caverne « Paradis » (Jaskinia Raj) qui se trouve dans les alentours de Chęciny.
Karczówka (Monts Sainte-Croix) (pl) est indiscutablement la perle du paysage de Kielce. Le monastère avec l'église ont été fondés au XVIIe siècle, en reconnaissance à Dieu pour avoir épargné la ville de la peste. Dans les environs, un mineur creusa de grands blocs de minerai de plomb, assez pour fabriquer trois statues. La plus belle, représentant sainte Barbara, est restée dans l'église.

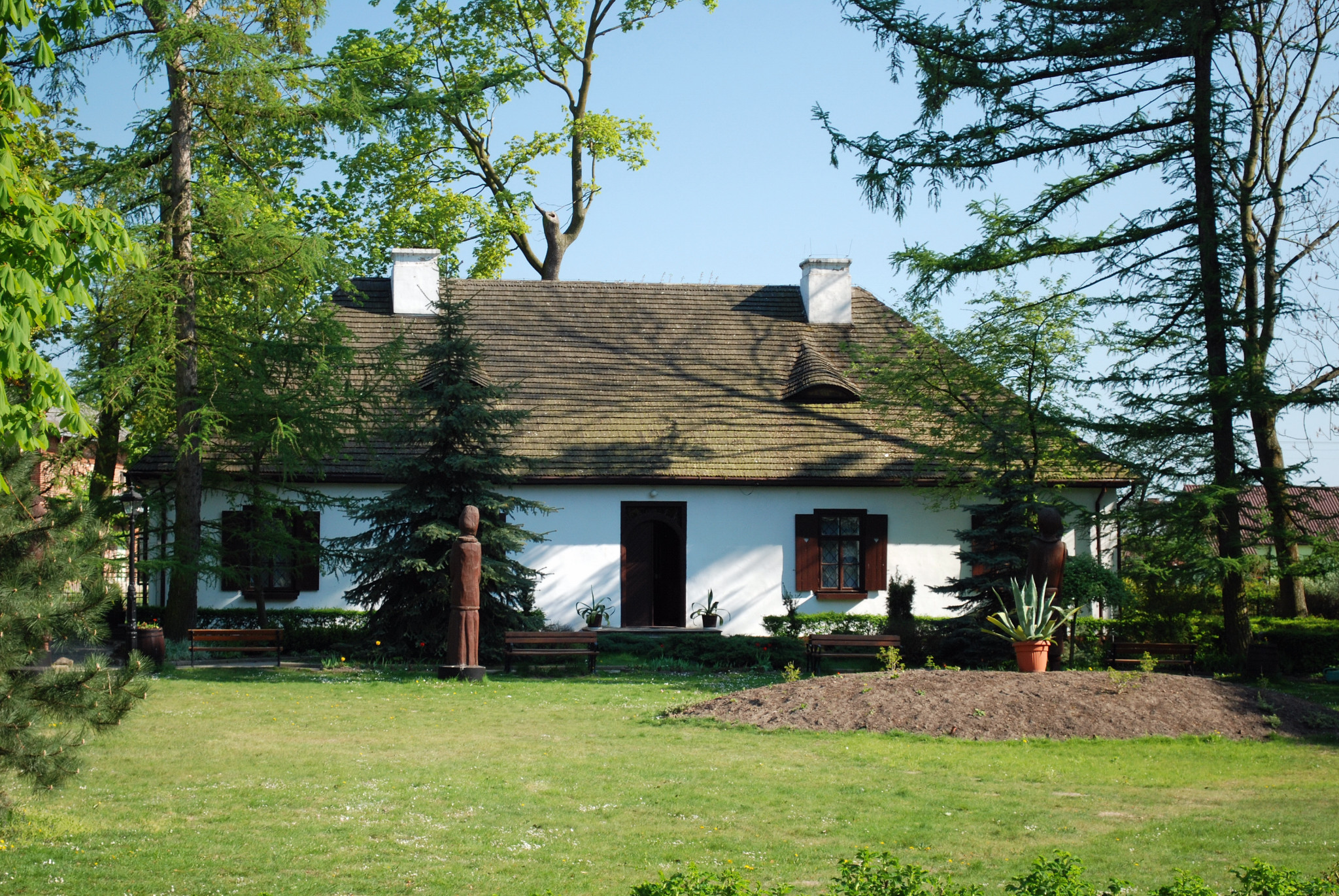
Musée Henryk Sienkiewicz.

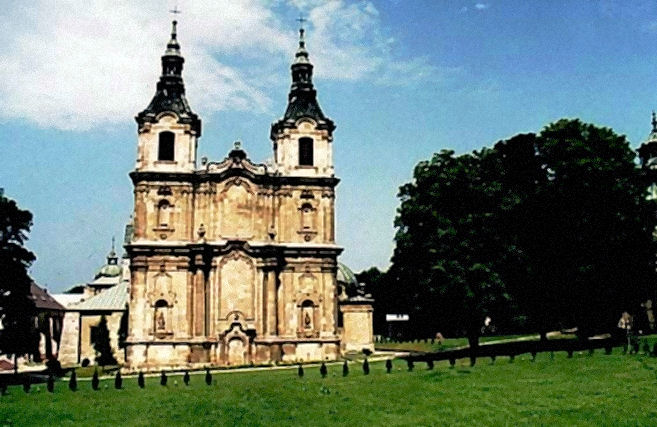
Abbaye des Cisterciens à Jędrzejów.

Oblęgorek est connu pour le musée Henryk Sienkiewicz, lauréat du Prix Nobel en 1905. L'écrivain habita dans le petit palais qui lui fut offert par le peuple polonais. Opatow avec ses souterrains profonds de 12 m qui forment un itinéraire touristique unique qui, exemple de l’architecture souterraine. Le labyrinthe de 50 chambres et caves s’étend sur 400 mètres. Il fut construit probablement au XVIe siècle.
À Jędrzejów, on peut visiter une abbaye cistercienne datant du XIIIe siècle et le seul musée de cadrans et d’appareils solaires en Pologne. La collection a plus de 500 spécimens et elle est considérée comme la troisième au monde après celles d'Oxford et de Chicago.
Le monastère de la Sainte-Croix est situé dans un site isolé du parc national du même nom. Il fut fondé au XIIe siècle par l’ordre des Bénédictins, mais il ne reste qu’une porte de cette époque. L’église a été reconstruite à plusieurs reprises, la dernière fois à la fin du XVIIIe siècle.
L'endroit le plus fréquemment visité de la région de Sainte-Croix est Lysa Gora (le Mont-Chauve) avec son monastère bénédictin de Sainte-Croix, le musée naturel du Parc national Swietokrzyski, ainsi que le sanctuaire avoisinant de Goloborze - décombres de rochers de quartzite. Les monastères cisterciens de Wąchock, Koprzywnica et Jędrzejów constituent d'importants éléments de l'itinéraire culturel européen.
À Krzemionki (en), se trouve une mine de pierre de l'époque néolithique, unique au monde. Un des plus grands centres de métallurgie du temps de l'Empire Romain mérite aussi notre attention – son fonctionnement peut être suivi dans le Musée de l'ancienne métallurgie à Nowa Słupia. Chaque mois de septembre, pendant le spectacle en plein air appelé « Dymarki Świętokrzyskie », on a l'occasion d'admirer la fonte de fer telle qu'elle fut pratiquée deux mille ans auparavant. D'autres monuments de la technologie se trouvent à Samsonow (en), Starachowice, Stara Kuznica (en) et à Nietulisko (pl).
Aujourd'hui, la ville de Kielce a une population d'environ 215 000 habitants. Parmi les événements culturels les plus importants organisés dans la ville, on retrouve le Festival culturel des jeunes et le Festival international de musique d'orgue. Le Centre de commerce de Kielce est devenu l'une des institutions les plus importantes de son genre en Pologne.
Kielce n'est pas seulement la capitale administrative de la région de Sainte-Croix mais c'est aussi un centre touristique majeur. Il n'y a pas d'autres villes en Europe qui possèdent quatre réserves naturelles à l'intérieur de ses limites – Kadzielnia, Biesak-Białogon, Ślichowice et Karczówka (pl).
La région de Swietokrzyskie offre aux amoureux du tourisme actif 900 km de chemins de randonnée pédestre et en VTT, des endroits pour les sports nautiques, kayak et voile, mais aussi du ski.
Attractions touristiques
- Le Palais des Évêques
- Cathédrale néo-gothique
- Église de Sainte-Trinité

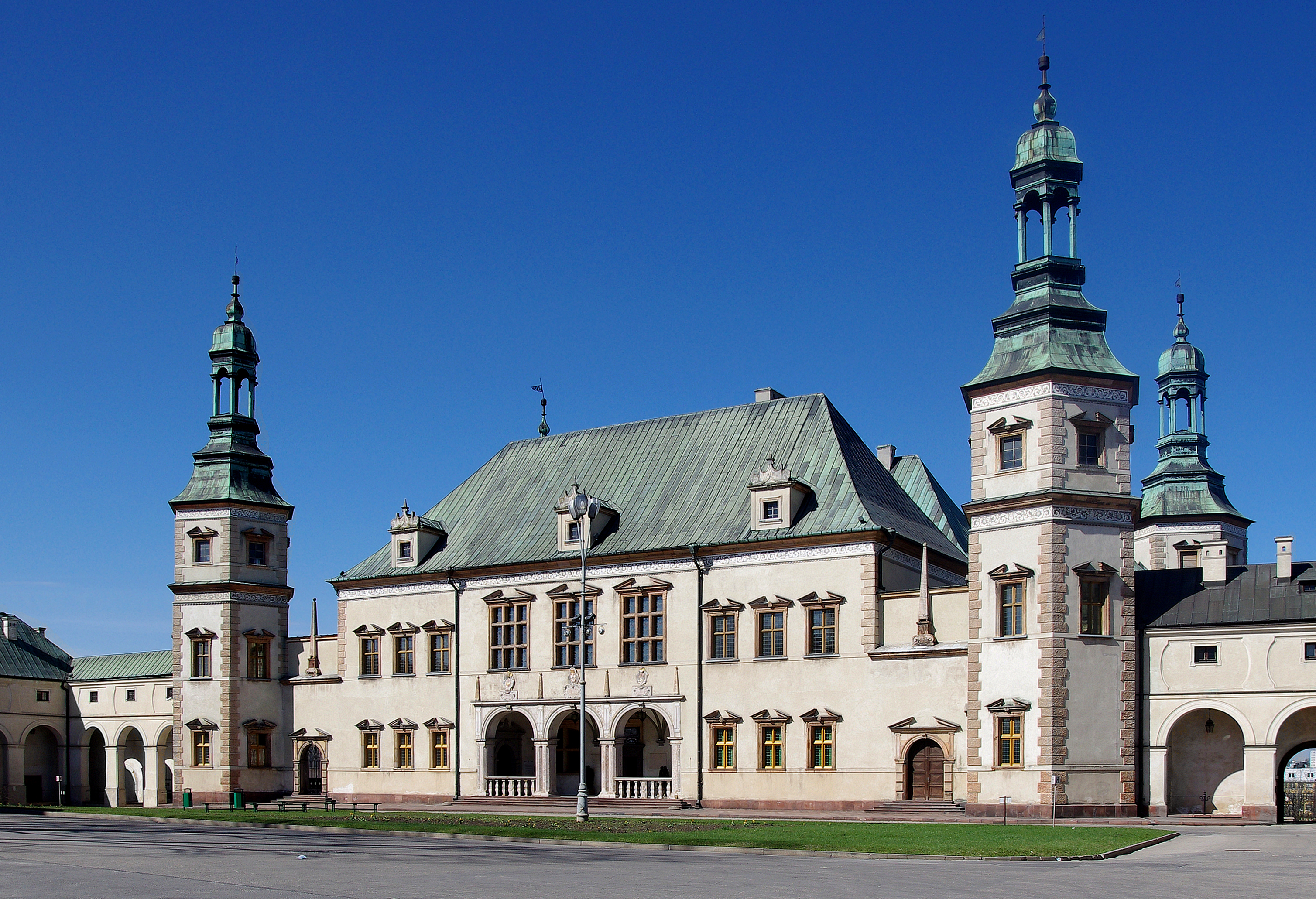
Kielce - Palais des Évêques

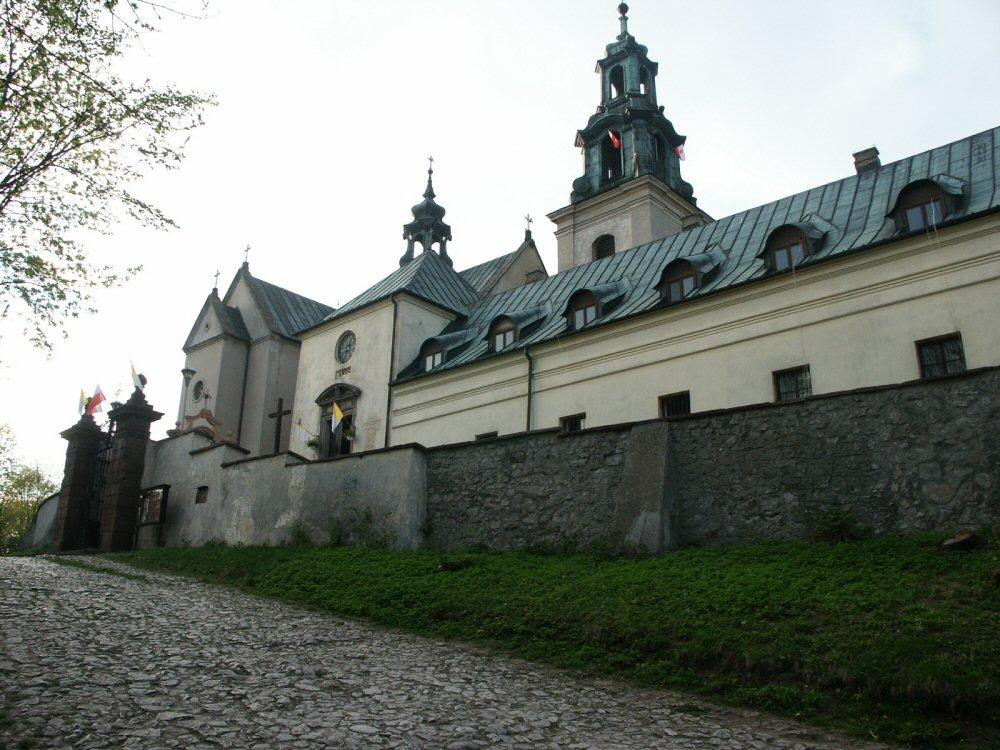
Monastère à Karczówka

- Manoir romantique de Tomasz Zieliski
- Vieux marché de ville
- Musée de Stefan Żeromski
- Synagogue
- Caverne Paradis (Jaskinia Raj)
- Le monastère à Karczówka
- 5 réserves de nature géologiques dans la zone urbaine
- Gorge de Kadzielnia (une carrière ancienne où plusieurs westerns est-allemands ont été tournés)
- Monts Sainte-Croix : le Musée naturel du Parc national Swietokrzyski
- Musée de Henryk Sienkiewicz
- Souterrains à Opatow
- Abbaye cistercienne et le Musée de Cadrans et d’Appareils Solaires à Jędrzejów
- Une mine de pierre de l'époque néolithique (unique au monde) à Krzemionki (en)
- Musée de l'Ancienne Métallurgie à Nowa Słupia.

## Marché du travail à Kielce
Il y a quelque temps, le centre économique de Kielce était associé au traitement et à l'exploitation de ressources minérales telles que le minerai de fer, le cuivre, le plomb, ainsi que le marbre et le grès. Actuellement, les industries dominantes ici sont : les machines, la métallurgie, la transformation et l'alimentation, ainsi que la construction. Les ventes sont également fortement développées. Il existe plusieurs centres commerciaux et un grand nombre de petits magasins et points de services dans la ville.
Le potentiel d'investissement de la ville se reflète également dans ses installations scientifiques et de recherche, qui soutiennent le développement de nouveaux emplois. Un autre secteur important pour l'économie locale est l'informatique. Les représentants du monde informatique n'ont certainement pas à se soucier du travail.
Le secteur des services d'externalisation se développe également dans ce domaine. Les investisseurs représentant BPO et SSC doivent être attirés par le personnel qualifié composé de jeunes diplômés des universités de Kielce, en attente d'un emploi et d'un faible coût de main-d'œuvre.
L'organisation des foires de Kielce et le secteur des congrès et des expositions sont quant à eux tirés par l'hôtellerie et la gastronomie. Le tourisme constitue également une autorité de tutelle forte pour la ville et l'ensemble de la province. Quelle est l’offre pour Kielce? Attractions appréciées des familles avec enfants, des jeunes et des seniors. Si vous ne savez pas quoi en faire, faites-le par tous les moyens. Outre les Kadzielnia les plus populaires de Kielce, il y a Wietrznia, Ślichowice et Biesak-Białogon.
Un atout incontestable de la ville pour les investisseurs et les institutions du milieu des affaires. Les nouvelles technologies du parc technologique de Kielce (KPT) reposent sur l'innovation et le développement des infrastructures ainsi que sur le développement des infrastructures et la croissance économique. Starachowice. Une autre institution et le Centre de Service aux Investisseurs opérant à la Mairie. COI aide les entrepreneurs locaux et les partenaires des universités et des écoles. Dans le contexte commercial, il convient également de considérer Targi Kielce - la deuxième solution d'exposition en Europe centrale et orientale.
À Kielce, les entrepreneurs peuvent trouver des bureaux dans des endroits attrayants et à des prix plus abordables que dans les grandes villes polonaises. Le développement d'infrastructures modernes et favorables aux entreprises ainsi que la modernisation des quartiers font partie des domaines dans lesquels la ville continue d'investir. Les nouvelles entreprises élargissant leurs activités se traduisent par de nouveaux emplois, un niveau de vie plus élevé pour les résidents et une plus grande compétitivité de la région.
124,6 mille personnes - il s'agit de l'emploi moyen dans le secteur des entreprises de la voïvodie selon l'Office central des statistiques (à l'exclusion des entreprises comptant jusqu'à 9 salariés) en avril 2022. Cela représente 1,8% de plus qu'un an plus tôt.

## Éducation
- Haute École de Sainte-Croix
- Wszechnica Świętokrzyska
- Haute École d'Administration Publique
- Haute École économique et d'administration d'Edward Lipiński
- Hautes Études Commerciales de Bolesław Markowski
- Haute École des compétences professionnelles
- Haute École Informatique et communication
- Haute École du développement régional et du tourisme
- Haute École de télécommunication et des sciences informatiques

## Sport

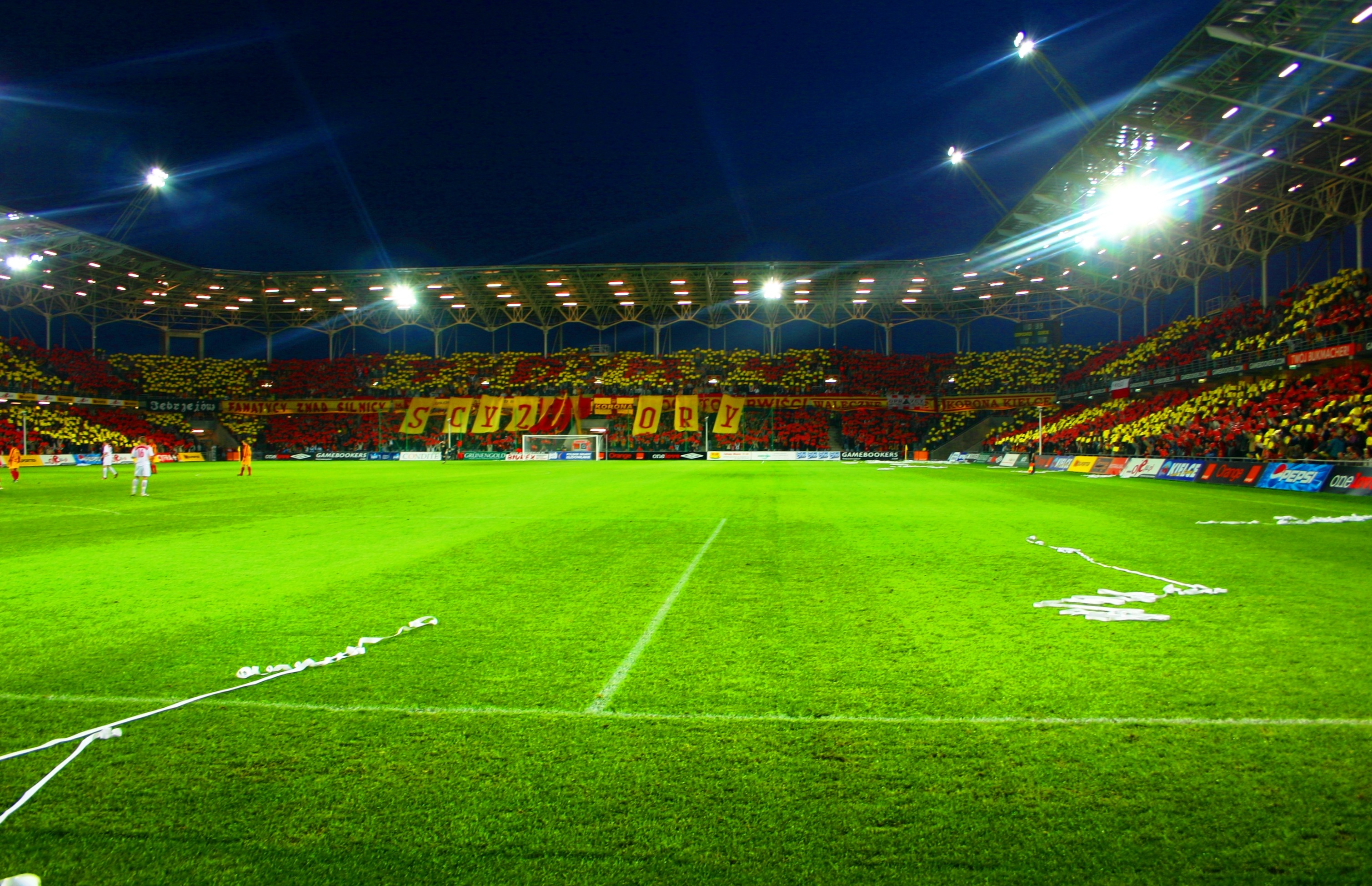
Stadium of Korona Kielce

- Le Korona Kielce est le club de football de la ville, évoluant en Ekstraklasa (première division) en 2023-2024.
- Le KS Vive Targi Kielce, club de handball masculin le plus réputé de Pologne. Ce club évolue régulièrement en Ligue des champions masculine de handball.
- Le Kolporter Kielce, équipe de handball féminin.

## Personnalités
- Vincentius de Kielce (1200-1226), poète et compositeur
- Stanislas Staszic (1755-1826), philosophe, homme d'État, géologue, poète, prêtre et écrivain
- Piotr Ściegienny (1801-1890), prêtre et révolutionnaire
- Adolf Dygasiński (1839-1902), écrivain
- Stefan Artwiński (1863-1939), militant politique
- Stefan Żeromski (1864-1925), écrivain
- Jean Kestemberg (1912-1975), psychiatre et psychanalyste français
- Gustaw Herling-Grudziński (1919-2000), écrivain
- Dawid Rubinowicz (1927-1942), auteur de journal intime, victime de la Shoah
- Jan Czarnocki, géologue
- Rafał Olbiński, peintre et dessinateur
- Leszek Madzik, metteur en scène et scénariste
- Włodzimierz Kiniorski, compositeur
- Edmund Niziurski, écrivain
- Andrzej Poniedzielski, poète

Acteurs, musiciens et hommes de médias
- Wiesław Gołas, acteur
- Tadeusz Sznuk, journaliste
- Krzysztof Kasowski « KASA », musicien
- Liroy, musicien
- Marcin Pawłowski (1970-2004), journaliste de TVN
- Andrzej Piaseczny « Piasek », musicien
- Piotr Kmiecik, monteur
- Dagmara Domińczyk, actrice
- Anna Treter, musicienne

Les hommes politiques
- Henryk Długosz, politicien de SLD
- Kazimierz Michał Ujazdowski, député du parlement de PiS
- Krzysztof Janik, ancien président de SLD

Sportifs
- Marian Kasprzyk (1939-), boxeur, champion olympique
- Leszek Drogosz, boxeur - 3 fois champion d'Europe
- Zbigniew Piątek, cycliste
- Piotr Stokowiec, footballeur de KSP Polonia Warszawa
- Daniel Szelągowski (2002-), footballeur polonais
- Wojciech Krakowiak, footballeur en ligue américaine

## Jumelages
La ville de Kielce est jumelée avec:
- Gotha (Allemagne)
- Vinnytsia (Ukraine)
- Herning (Danemark)
- Orange (France)
- Budapest (Hongrie) District XXI
- Ramla (Israël)
- Dniprodzerjynsk (Ukraine)

La ville de Kielce entretient des accords de coopération avec :
- Sandviken (Suède)
- Bacău (Roumanie)
- Taizhou (Chine)